# Ayuntamiento de Elda
El Ayuntamiento de Elda (en valenciano: Ajuntament d'Elda) es el órgano encargado del gobierno y administración del municipio de Elda, situado en la provincia de Alicante, Comunidad Valenciana, España. Está presidido por el alcalde. En 2023 ocupa dicho cargo Rubén Alfaro Bernabé, del PSPV-PSOE.
Esta administración tiene su sede en la plaza de la Constitución, 1.
Tras la recuperación de la democracia constitucional en 1978, han existido las siguientes legislaturas en el ayuntamiento eldense:
I Mandato
El 3 de abril de 1979, se celebran las primeras elecciones municipales tras la recuperación de la democracia constitucional. En la votación se presentan 6 listas, en las cuales figuraron conocidos personajes de la sociedad eldense. Entre ellos, los comunistas Agustín Coloma y Fernando Belmonte, los centristas Hipólito Pérez y Esther Padial, o José Cremades y Ángel Castroviejo, que se presentan por Coalición Democrática. Finalmente en el pleno es investido alcalde el socialista Roberto García Blanes, sumando 15 votos con el apoyo del grupo comunista, frente a los 10 que obtuvo Hipólito Pérez.
| Partido | N.º de votos | % de votos | N.º de concejales |
| ------- | ------------ | ---------- | ----------------- |
| PSOE    | 8273         | 38,66 %    | 10                |
| UCD     | 6054         | 28,29 %    | 8                 |
| PCE     | 4411         | 20,61 %    | 5                 |
| CD      | 1812         | 8,47 %     | 2                 |
| MCPVOEC | 718          | 3,36 %     | 0                 |
| ORT     | 132          | 0,62 %     | 0                 |

II Mandato
En las elecciones del 8 de mayo de 1983, tras la desaparición de la UCD, se presentan solo 4 listas. El alcalde socialista Roberto García, revalida su victoria consiguiendo una abrumadora mayoría absoluta, con 17 concejales y casi el 64 % de votos, siguiendo la misma tendencia cosechada por el PSOE a nivel nacional. Alianza Popular lidera una coalición formada por partidos conservadores y liberales, cuya lista en Elda encabezó José Peñataro. Por el PCE repite Agustín Coloma, y entra también en el consistorio el sindicalista de la USO Juan Pascual Azorín, que se presenta con la Candidatura Independiente de Elda.
| Partido      | N.º de votos | % de votos | N.º de concejales |
| ------------ | ------------ | ---------- | ----------------- |
| PSOE         | 17 218       | 63,92 %    | 17                |
| AP-PDP-UL-UV | 6527         | 24,23 %    | 6                 |
| PCE          | 1808         | 6,71 %     | 1                 |
| CIE          | 1385         | 5,14 %     | 1                 |

III Mandato
En las elecciones del 10 de junio de 1987 se presentan 6 listas, en las que cabe destacar un reordenamiento en los partidos. El alcalde García Blanes revalida su victoria con un tercer mandato, aunque sufre un gran varapalo electoral, perdiendo 5 concejales y casi un 20 % de votos. Fue investido alcalde con el apoyo de los comunistas Andrés Navarro Vera y Fernando Belmonte, que se presentan por la recién estrenada coalición Izquierda Unida. Alianza Popular se mantiene con 6 e irrumpe el CDS con 5 ediles, entre los que destaca el retorno de Esther Padial. El nuevo partido de Carrillo, el PTE, como la Plataforma Humanista, no obtienen representación.
| Partido | N.º de votos | % de votos | N.º de concejales |
| ------- | ------------ | ---------- | ----------------- |
| PSOE    | 12 072       | 45,17 %    | 12                |
| AP      | 6271         | 23,47 %    | 6                 |
| CDS     | 5527         | 20,68 %    | 5                 |
| IU      | 2038         | 7,63 %     | 2                 |
| PTE-UC  | 400          | 1,5 %      | 0                 |
| PH      | 143          | 0,54 %     | 0                 |

IV Mandato
En las elecciones del 26 de mayo de 1991 concurren de nuevo 6 listas. Roberto García Blanes, que sigue perdiendo votos, es reelegido alcalde para un cuarto y último mandato. El recientemente fundado Partido Popular y el CDS continúan ambos en la senda alcista, aumentando su número de votos respecto la anterior legislatura. Como líderes destacables, los populares contaban en sus filas con Ignacio Bleda y José Peñataro, y los centristas con Esther Padial y el exalcalde Francisco Sogorb. Unión Valenciana y UPV no consiguen representación. La investidura de García Blanes fue polémica, pues CDS y PP votaron a Sogorb que fue el candidato más votado con 12 apoyos. Sin embargo, la abstención de los izquierdistas Andrés Navarro y Florentino Ibáñez, dejaron a Sogorb sin mayoría, y por tanto fue investido alcalde el de la lista más votada en las urnas, la del PSOE, con los únicos 11 votos de su partido.
| Partido | N.º de votos | % de votos | N.º de concejales |
| ------- | ------------ | ---------- | ----------------- |
| PSOE    | 11 319       | 41,66 %    | 11                |
| PP      | 6884         | 25,34 %    | 6                 |
| CDS     | 6199         | 22,82 %    | 6                 |
| IU      | 2140         | 7,88 %     | 2                 |
| UV      | 241          | 0,89 %     | 0                 |
| UPV     | 95           | 0,35 %     | 0                 |

V Mandato
En las elecciones del 28 de mayo de 1995 se presentan 5 listas. El Partido Popular da un gran vuelco electoral y consigue por primera vez la victoria frente al PSOE, rozando la mayoría absoluta. Es investido alcalde su líder, Camilo Valor, por entonces conocido presidente de ACEC, y ocupando el puesto de primer teniente el médico José Luis Martínez Lázaro. El CDS queda por primera vez fuera de la corporación, y el Partido Elda Independiente obtiene solo 199 votos. Tras 9 meses de gobierno en minoría, PSOE e Izquierda Unida pactan realizar una moción de censura contra el alcalde para hacerse con el poder. Así pues, en 1996 es investido un nuevo alcalde, el socialista Juan Pascual Azorín, siendo primer teniente el líder de IU, Domingo Orgilés. Durante la legislatura, dos ediles de la coalición comunista abandonan el partido pasando al grupo mixto, para después fundar Benjamín Ortuño el grupo Nueva Izquierda.
| Partido | N.º de votos | % de votos | N.º de concejales |
| ------- | ------------ | ---------- | ----------------- |
| PP      | 14 343       | 47,1 %     | 12                |
| PSOE    | 9976         | 32,76 %    | 9                 |
| IU-V    | 4498         | 14,77 %    | 4                 |
| CDS     | 1015         | 3,33 %     | 0                 |
| PEI     | 199          | 0,65 %     | 0                 |

VI Mandato
En las elecciones del 13 de junio de 1999 concurren 5 listas. Gana el PSOE de Juan Pascual Azorín, que consigue gobernar en solitario con una ajustada mayoría absoluta. El PP, que presenta como líder e independiente a José María Amat Amer, fundador y director del Museo del Calzado, pierde votos y concejales. Fuerte caída presenta también IU, que pierde casi un 10 % de votos pasando de 4 ediles a 1, revalidando su acta Domingo Orgilés. Cabe destacar este año la irrupción de la Unión para el Progreso de Elda, un partido fundado y encabezado por el industrial Juan Navarro Busquier, dueño de la firma Kurhapies, que rivaliza en el mismo espacio electoral del PP. Sale elegido concejal, pero renuncia a su cargo ante los bajos resultados obtenidos, que pasa a manos del n.º 3 Fernando Jiménez Huertas, tras la renuncia también de la n.º 2. Este edil fue muy popular durante la legislatura, al protagonizar un espacio televisivo semanal en el extinto Canal 43, donde denunciaba las carencias e irregularidades que a su juicio padecía la ciudad. Unión Valenciana no obtuvo representantes.
| Partido | N.º de votos | % de votos | N.º de concejales |
| ------- | ------------ | ---------- | ----------------- |
| PSOE    | 12 991       | 47,07 %    | 13                |
| PP      | 10 309       | 37,35 %    | 10                |
| UPE     | 1867         | 6,76 %     | 1                 |
| IU      | 1571         | 5,69 %     | 1                 |
| UV      | 282          | 1,02 %     | 0                 |

VII Mandato
En las elecciones del 25 de mayo de 2003 se presentan 5 listas. Ha sido la legislatura más disputada y polémica hasta la fecha. En la sesión de investidura del día 13 de junio no había un claro vencedor. Concurren los 2 candidatos, Juan Pascual Azorín, que había perdido la mayoría absoluta y Camilo Valor, que queda a tan solo 400 votos del alcalde. El PP llegó a un acuerdo con la UPE, afianzada como tercera fuerza local con casi un 10 % de votos, además las discrepancias entre PSOE e IU (que este año se presenta como ENTESA), y que declaran su abstención en la votación, hacen presagiar que el alcalde elegido sería Camilo Valor. Sin embargo en la votación, el n.º 1 de la UPE, Emiliano Bellot, dio su voto a Azorín, que quedó proclamado alcalde en minoría. Saltarse el pacto previo, llevó a Bellot a ser expulsado del partido. En diciembre de 2004 llegaron a un pacto de gobierno con el que Domingo Orgilés es nombrado concejal de urbanismo y Bellot de sanidad. Ese pacto se romperá meses más tarde en acusaciones de todo tipo entre Azorín y Orgilés, llegando a rumorearse una moción de censura por parte de PP, UPE e IU, que finalmente, con el fallecimiento de Jiménez Huertas, nunca llega a llevarse a cabo.
| Partido | N.º de votos | % de votos | N.º de concejales |
| ------- | ------------ | ---------- | ----------------- |
| PSOE    | 11 536       | 40,24 %    | 11                |
| PP      | 11 103       | 38,73 %    | 10                |
| UPE     | 2818         | 9,83 %     | 2                 |
| ENTESA  | 2157         | 7,52 %     | 2                 |
| LV-E    | 556          | 1,94 %     | 0                 |

VIII Mandato
En las elecciones del 27 de mayo de 2007 concurren 7 listas electorales. El PP consigue la mayoría absoluta, y pone fin a 28 años consecutivos de gobierno socialista (exceptuando los 9 meses de Valor en 1995), siendo investida Adela Pedrosa como la primera alcaldesa en la historia de Elda. Semanas antes, el partido Ciudadanos para Elda, se fusiona con la lista popular, ocupando dos de sus concejales, Francisco Muñoz y Alberto García, puestos clave en el equipo de gobierno. Por su parte el exalcalde Azorín deja su escaño de concejal tras la derrota. La coalición Izquierda Unida-Los Verdes, liderada por María Luisa Martínez, consigue 2 escaños. La UCL se presenta con la ex-popular Cristina Gomis, que también entra en el consistorio. Francisco Alzallu, sucesor de Huertas en la UPE no consigue escaño, quedando el partido desde entonces desaparecido de facto. El partido vecinal Plataforma De Futuro Eldense, liderado por Ángel Flores, y el PSD, por el que se presenta Roberto García López (hijo del exalcalde García Blanes), no consiguen representación. Ya comenzada la legislatura, el PP llega a un acuerdo con Cristina Gomis, quedando el gobierno aumentado a 14 concejales.
| Partido | N.º de votos | % de votos | N.º de concejales |
| ------- | ------------ | ---------- | ----------------- |
| PP      | 12 674       | 45,3 %     | 13                |
| PSOE    | 9276         | 33,16 %    | 9                 |
| IU-V    | 2245         | 8,02 %     | 2                 |
| UCL     | 1647         | 5,89 %     | 1                 |
| UPE     | 879          | 3,14 %     | 0                 |
| PDFE    | 319          | 1,14 %     | 0                 |
| PSD     | 181          | 0,65 %     | 0                 |

IX Mandato
Las elecciones del 22 de mayo de 2011 cuentan con 6 listas en Elda. La alcaldesa Adela Pedrosa es reelegida para un segundo mandato, ampliando su mayoría absoluta a 14 concejales. Por su parte Rubén Alfaro consigue la representación más baja en la historia del PSOE, con 8 regidores. Izquierda Unida con María Luisa Martínez al frente, vuelve a obtener 2 escaños. Entra en el pleno municipal por primera vez UPyD, obteniendo plaza el edil César González. Los candidatos de Coalició Compromís, Antonio Poveda y de CDL el exsocialista José Quilez, quedan sin representación. En junio de 2014 UPyD pierde su escaño, al abandonar la formación su representante, quien renuncia a su acta en febrero de 2015.
| Partido   | N.º de votos | % de votos | N.º de concejales |
| --------- | ------------ | ---------- | ----------------- |
| PP        | 13 702       | 49,05 %    | 14                |
| PSOE      | 8321         | 29,79 %    | 8                 |
| IU        | 2182         | 7,81 %     | 2                 |
| UPyD      | 1614         | 5,78 %     | 1                 |
| Compromís | 855          | 3,06 %     | 0                 |
| CDL       | 480          | 1,72 %     | 0                 |

X Mandato
Las elecciones del 24 de mayo de 2015 cuentan con 9 listas en Elda, si bien existió un intento de crear la primera agrupación de electores de Elda por "Eldenses Plataforma Ciudadana" (sólo pudieron hacerse con 1203 de las 1500 requeridas), por lo que podrían haber concurrido en un número de 10. La hasta entonces alcaldesa, Adela Pedrosa, es relegada al segundo puesto con 7 concejales, de las que dos (Reme Soler y María Dolores de la Dueña), abandonan la formación para integrarse en el grupo de los no adscritos; mientras que José Francisco Mateos renuncia al acta de concejal al finalizar la legislatura. Rubén Alfaro consigue ganar las elecciones con 9 regidores, por lo que no logra la mayoría absoluta necesaria para gobernar en solitario. Ciudadanos y Sí se puede, con Paco Sánchez y Víctor Alarcón respectivamente, irrumpen con 3 y 2 concejales cada formación. Aunque en Sí se puede, su concejal Francisco García también se integra en los no adscritos. Por su parte, Compromís, con Manuel Ibáñez, consigue entrar con 2 regidores, pero éste dimite y entrega el acta al inicio de la legislatura. Así, Izquierda Unida, con Javier Rivera al frente, vuelve a obtener 2 escaños. Con respecto a las anteriores elecciones, UPyD, formación encabezada por Silvia Poveda, sale del pleno municipal. Del mismo modo, los candidatos de CCD (César González) y de Vox (Mª Dolores González), quedan sin representación. Finalmente, se forma un gobierno en minoría gracias al pacto alcanzado entre PSPV-PSOE y Compromís, siendo Rubén Alfaro investido como alcalde.
| Partido          | N.º de votos | % de votos | N.º de concejales |
| ---------------- | ------------ | ---------- | ----------------- |
| PSOE             | 8911         | 31,75 %    | 9                 |
| PP               | 6725         | 23,96 %    | 7                 |
| Cs               | 2808         | 10 %       | 3                 |
| Sí se puede Elda | 2804         | 9,99 %     | 2                 |
| Compromís        | 2301         | 8,02 %     | 2                 |
| EUPV:AC          | 2122         | 7,56 %     | 2                 |
| UPyD             | 1136         | 4,05 %     | 0                 |
| CCD              | 636          | 2,27 %     | 0                 |
| Vox              | 227          | 0,81 %     | 0                 |

XI Mandato
Las elecciones del 26 de mayo de 2019 cuentan con 11 listas en Elda. El alcalde Rubén Alfaro es reelegido para un segundo mandato, esta vez con una mayoría absoluta de 13 concejales. Por su parte, Fran Muñoz consigue la representación más baja en la historia del PP, con 5 regidores. Esquerra Unida con Javier Rivera al frente, pierde un escaño, quedándose con uno, mientras que Ciudadanos, liderado por Paco Sánchez, consigue dos más, por lo que obtiene cinco concejales. Entra en el pleno municipal por primera vez Vox, obteniendo plaza el edil José Francisco Mateos. Los candidatos de Compromís (Pilar Calpena), Podemos (Cecilio Esteve), Somos Elda (Reme Soler), Contigo Somos Democracia (María Dolores de la Dueña), Movimiento Eldense (César González) y Elda Impulsa (Francisco García) quedan sin representación. Finalmente, se forma un gobierno socialista con Rubén Alfaro investido nuevamente como alcalde.
| Partido                  | N.º de votos | % de votos | N.º de concejales |
| ------------------------ | ------------ | ---------- | ----------------- |
| PSOE                     | 10 157       | 40,23 %    | 13                |
| PP                       | 4584         | 18,16 %    | 5                 |
| Cs                       | 4101         | 16,24 %    | 5                 |
| Vox                      | 1407         | 5,57 %     | 1                 |
| EUPV:SE                  | 1285         | 5,09 %     | 1                 |
| Compromís                | 1144         | 4,53 %     | 0                 |
| Podemos                  | 1002         | 3,97 %     | 0                 |
| Somos Elda               | 527          | 2,09 %     | 0                 |
| Contigo Somos Democracia | 424          | 1,68 %     | 0                 |
| Movimiento Eldense       | 277          | 1,1 %      | 0                 |
| Elda Impulsa             | 151          | 0,6 %      | 0                 |